# Walkover

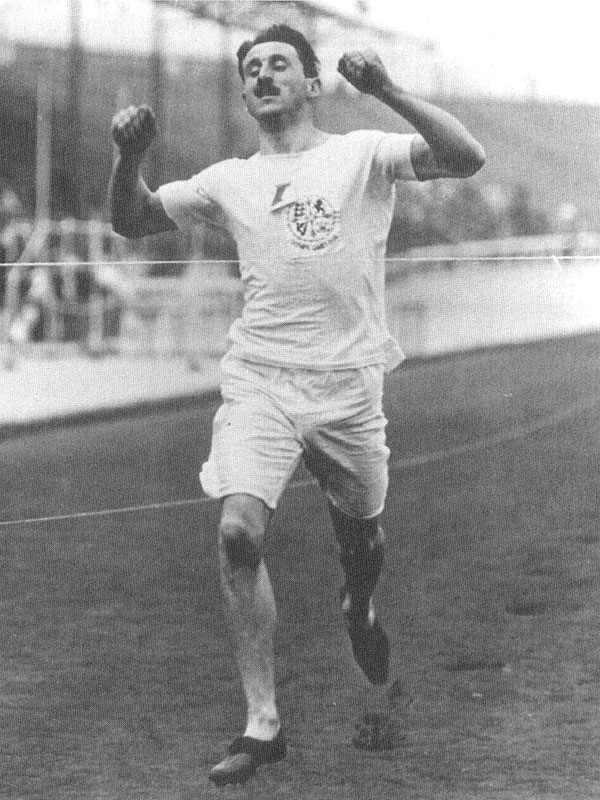
Wyndham Halswelle en la final de la carrera de 400 metros de los Juegos Olímpicos de 1908.Halswelle corrió solo, en el único caso de walkover que se ha dado en la historia olímpica. El estadounidense John Carpenter había sido descalificado y sus compatriotas John Baxter Taylor y William Robbins, como protesta, renunciaron a correr.

En deporte, walkover (pronunciación en inglés: /wɔkˈoʊ.vɚ/), abreviado W.O. o w/o, es una victoria otorgada a una persona o equipo si no hay más competidores, porque se retiraron, fueron descalificados, o no asistieron.
El uso del término se origina en las carreras de caballos en el Reino Unido cuando, a pesar de haber un solo competidor, era necesario que el caballo recorriese (walk over) toda la pista para que le fuese otorgado el triunfo.
Actualmente, su uso se ha ampliado a casi todas las disciplinas, como es el caso del fútbol, ya sea causado por falta de presentación de los jugadores, o por lesión de estos, o bien, por expulsión múltiple durante un partido. En este deporte, el mínimo de jugadores de un equipo es de 7; si este tiene menos de dicha cantidad, pierde por descalificación, dándole la victoria por walkover (3-0) al equipo adversario.
En Colombia y en Venezuela, suele decirse perder por «W», solamente. En otros países  también suele decirse que un equipo puede ganar o perder por «escritorio» o por «secretaría».